# Ronald Golias
José Ronald Golias, más conocido como Ronald Golias (São Carlos, 4 de mayo de 1929 - São Paulo, 27 de septiembre de 2005) fue un comediante y actor brasileño.
Estuvo casado con Lúcia Melo Machado.

## Filmografía
Películas:
- 1969 - Golias Contra o Homem das Bolinhas (de Victor Lima)
- 1968 - Agnaldo, Perigo à Vista (de Reynaldo Paes de Barros)
- 1967 - Marido Barra-Limpa
- 1963 - O Homem Que Roubou a Copa do Mundo (de Victor Lima)
- 1962 - Os Cosmonautas (de Victor Lima)
- 1961 - O Dono da Bola (de J.B. Tanko)
- 1961 - Os Três Cangaceiros (de Victor Lima)
- 1960 - Tudo Legal (de Victor Lima)
- 1958 - Vou Te Contá (de Alfredo Palácios)
- 1957 - Um Marido Barra-Limpa (de Renato Grechi)

Series:
- 1990 - 1997 A Escolinha do Golias